# بلاتيبلودون
مجرفي الأسنان أو الپلاتيبلودون (الاسم العلمي: Platybelodon) كان جنس من الثدييات العاشبة ذات الصلة بالفيل (رتبة الخرطوميات)، عاش خلال عصر الميوسين منذ 15-4 مليون سنة مضت، عاش في أفريقيا وأوروبا وآسيا وأمريكا الشمالية.

## معرض صور

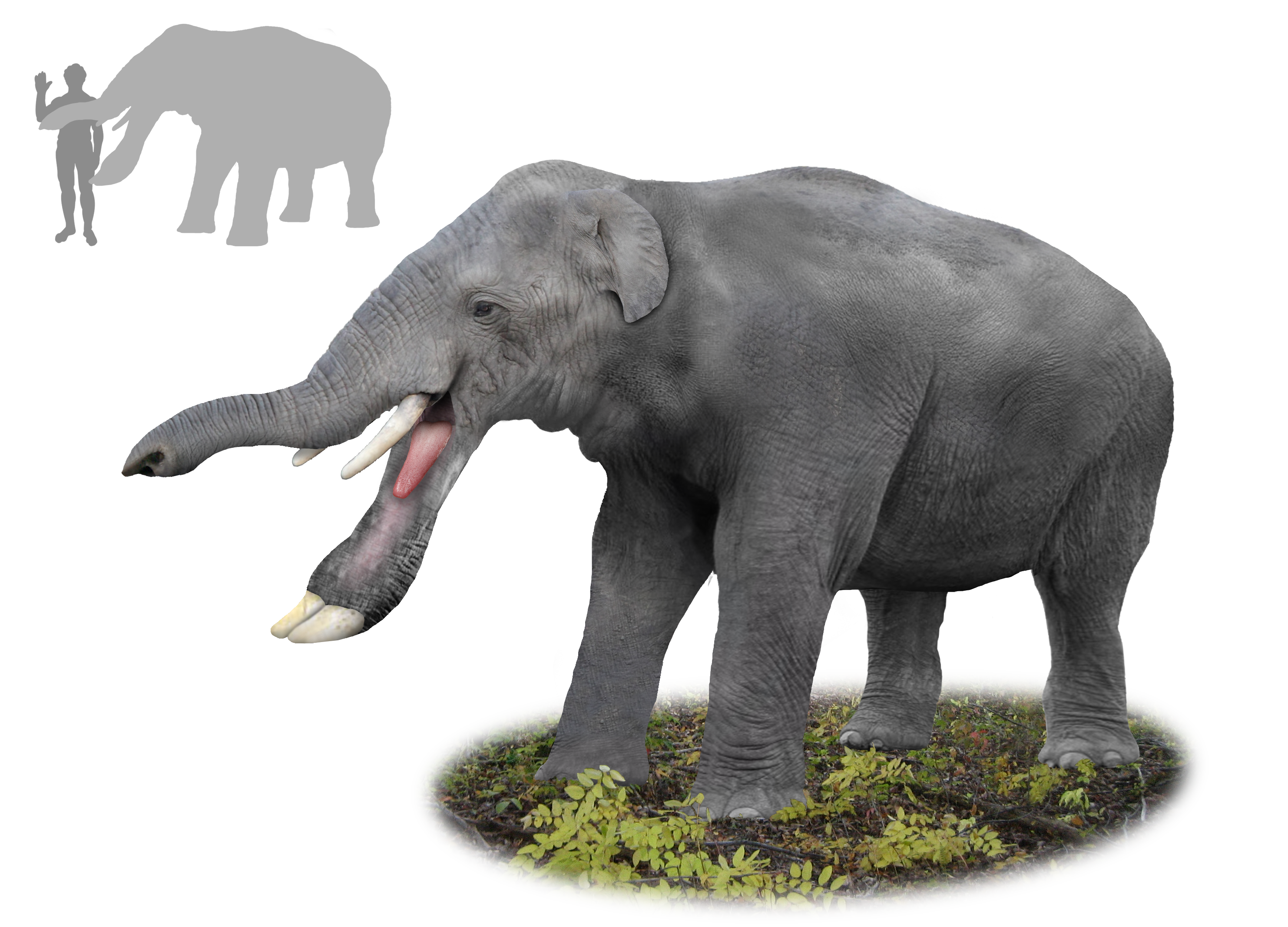
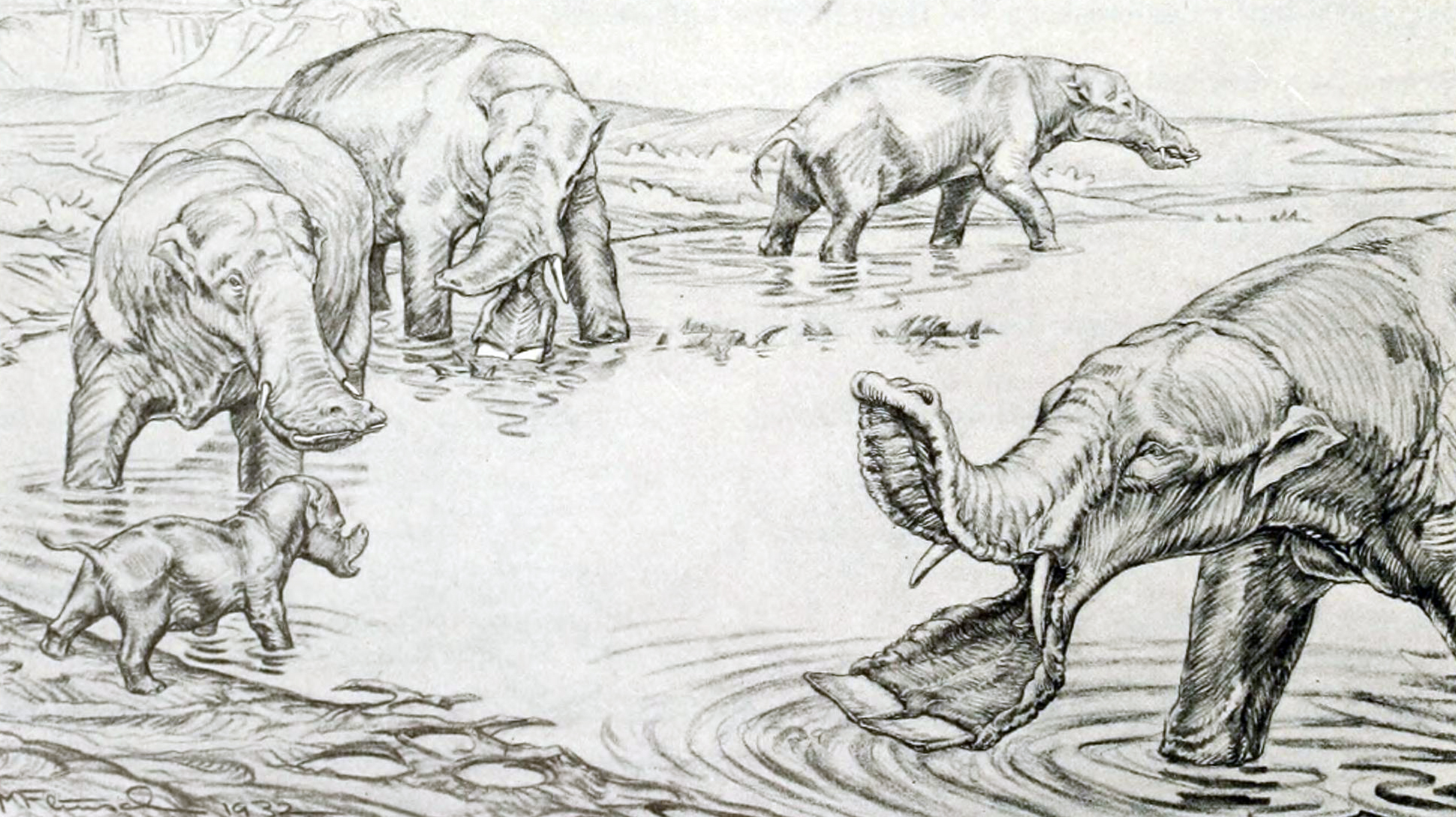
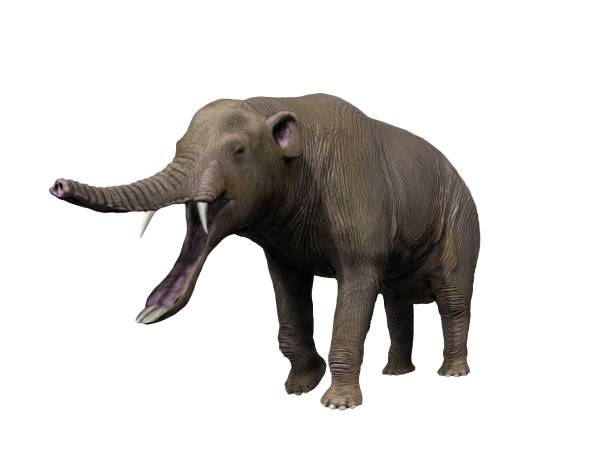
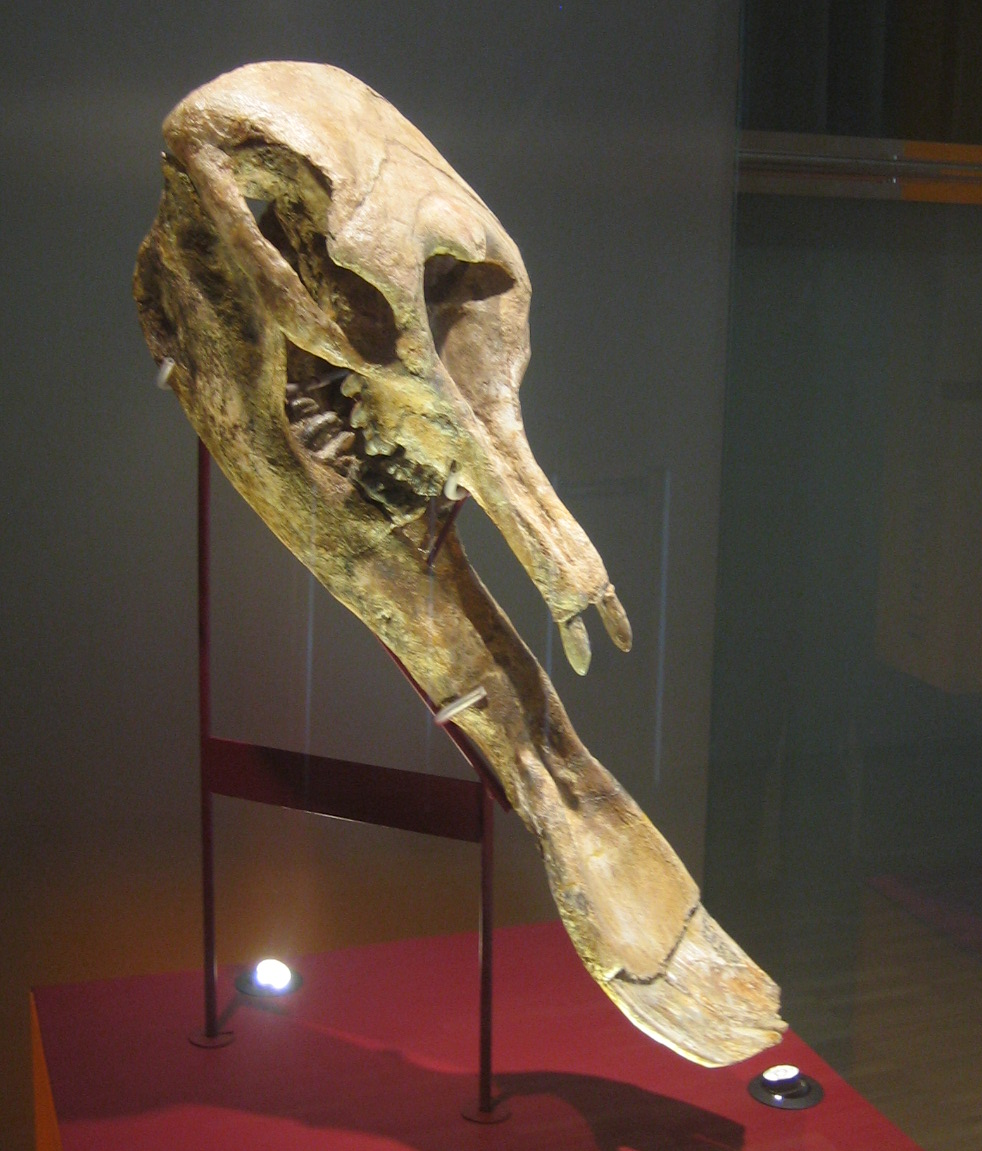